# مخطوطات النيجر
المخطوطات العربية في النيجر
دخل الإسلام إلى الصحراء الكبرى ومنطقة الساحل عن طريق شمال أفريقيا منذ فجر الدعوة الإسلامية وكان من الطبيعي بعد دخوله وانتشاره في شرق وشمال أفريقيا أن يدخل البلدان الواقعة وسط القارة وغربها وجنوبها.
ونتج عن انتشار الإسلام واللغة العربية ميلاد ثقافة جديدة في السودان الأوسط وهو الموروث الثقافي الضخم الذي تركه علماؤنا في شتى الميادين ومختلف المعارف البشرية.

## تاريخ المخطوطات في النيجر
أسس قسم المخطوطات العربية والأعجمية التابع لمعهد الأبحاث والعلوم الإنسانية بجامعة النيامي في النيجر بوبوهاما وهو أستاذ متخصص في علوم التاريخ والأدب وعلم الاجتماع.
تنحدر هذه المخطوطات عبر الشراء أو الإهداء أو الاستنساخ من النيجر والدول المجاورة مثل شمال مالي ونيجيريا وبوركينا فاسو وموريتانيا وغيرها من الدول، ولقد وسعت جمعية الدعوة الإسلامية العالمية مخزن المخطوطات وجهزته.
وتتوزع المخطوطات في مختلف الأماكن العامة والخاصة ومنها مكتبة أبلغ في شمال النيجر بمنطقة طاوا حيث تعج بكثير من التراث المكتوب الذي يعد كنزا للنيجر عامة والأمة الإسلامية خاصة.
يرجع تأسيس مكتبة المخطوطات بمدينة أبلغ إلى الشيخ محمد أبراهيم بن عبد المؤمن. فقد جمع هذه المخطوطات من أماكن مختلفة في أزواغ مثل إبيغي وشادونك وإدغول وغرو وتازيت وتلياوت لمسس وتنفامنير وغيرها.
ومبنى المكتبة عبارة عن بناء شيد بجوار المسجد العتيق بأبلغ في حي أمنوكل وقد بني المخزن الذي يأوي المخطوطات بدعم من مشروع خاص بالمناطق الرعوية ويقدر عدد المخطوطات في المكتبة نحو 302 مخطوط وتنوعت المخطوطات بين علوم الدين والمنطق والتصوف والنحو والبلاغة والفلك والشعر وجميعها مكتوب باللغة العربية.
ليس للمكتبة فهرس مطبوع ولا سجل ولا بطاقات ولا قائمة وهي محفوظة في قاعة شبه متسعة لا تتعرض لرطوبة أو حرارة عالية ظاهرة وهي موجودة في صناديق من حديد وقسم كبير منها بحاجة للصيانة والترميم.
و كثرة المخطوطات في الفقه على مذهب الإمام مالك بن أنس المتوفي سنة 795 ميلادي دلالة على أن الشريعة الإسلامية هي الغالبة في مدينة أبلغ وسيادة الفقه المالكي في غرب إفريقيا عامة.
تبرز المخطوطات العلاقات القديمة القائمة بين شعوب المنطقة والدول الإسلامية المجاورة مثل جمهورية نيجيريا الاتحادية ومالي وموريتانيا والجزائر والجماهيرية وبوركينا فاسو.

## أهداف المكتبة
- اقتناء المخطوطات الأصلية عن طريق الشراء أو الإهداء أو الوقف.
- إصلاح المخطوطات والعناية بها وذلك بتجليدها وتصنيفها.
- تصوير جميع المخطوطات الأصلية المحفوظة في المكتبات الرسمية والخاصة لحمايتها.
- تبادل صور المخطوطات بين الجهات العلمية المختلفة في الداخل والخارج وتوعية عامة الناس بالمخطوطات والحفاظ عليها.
- تقييم مكتبات المخطوطات العامة والمجموعات الخاصة الموجودة في المنطقة.
- العناية الفائقة والخاصة بالمخطوطات النادرة والوحيدة الموجودة بالمكتبات الخاصة في داخل أبلغ وخارجها.
- توفير الخدمات للباحثين الذين يقومون بتحقيق المخطوطات المهمة والموجودة بالمكتبة.
- اقامة المواسم الثقافي.